# Léopold Ahoueya
Léopold Ahoueya, né en 1941 à Doga dans la commune de Zagnanado au Bénin et mort le 7 février 2006 à l'âge de 65 ans à l'hôpital Cochin dans le 14e arrondissement de Paris, est un militaire et homme politique béninois.
Appelé sous les drapeaux en 1962, il termine sa carrière militaire en 1992 comme officier supérieur de la gendarmerie. Il a été ministre de 1974 à 1980,,,.

## Biographie

### Carrière
Il est successivement élevé au grade de sous-lieutenant de Gendarmerie le 1er octobre 1968, puis lieutenant le 1er octobre 1970.

### Carrière politique
Il devient Directeur du Bureau Spécial de Recouvrement et 1er Secrétaire du Conseil National de la Révolution de 1972 à 1975.